# 山上徹也
山上徹也（日语：／ Yamagami Tetsuya，1980年9月10日—），日本人，为2022年7月日本前內閣總理大臣安倍晋三遇刺案的嫌疑人。
2025年2月，其辩护团队表示针对他的审判“最早将在今年夏天之后进行”。

## 生平背景

### 早年
山上徹也于1980年9月出生。他的母亲毕业于老家的一所公立大学，家庭富裕、家中经营有一家建设公司。山上的父亲则毕业于京都大学的工程系并创业经营一家建筑公司，因此在五岁前，山上徹也一家的生活优渥。

### 家道中落
但在1984年（既山上4岁那年），父亲因压力过大以及不满妻子因宗教抛夫弃子而选择跳楼自杀，从此家道中落，其母亲1998年入统一教，并将丈夫意外后获赔的6000万日元保险金全部捐给统一教，在1999年6月，其母出售了从长辈那继承的位于奈良市内的两处地产，随后山上母亲宣告破产。山上還有一位兄長，因服用抗癌药而右眼失明，癌症也转移到脑部，于2015年自杀去世。山上称，由于其母变卖祖父地产供给统一教，自己“从10多岁的时候就开始怨恨”该宗教团体。山上原本就读于精英高中、成绩优秀，但因家庭贫困而并没有上大学，而是上了一所技校。
山上的伯父（山上父親的兄長）於安倍遇刺時為77岁，並為媒體提供了大量關於山上家庭的情報。他本來都從事建築業，但途中考取了律師執照並創辦了服務大阪地區的商務法律顧問公司。作爲一名退休執業律師山上伯父并沒有代表侄子處理其刑事辯護，而是委任了三名奈良的辯護律師代表山上。自山上父親自殺後他便持續為山上一家提供經濟援助，合計金額約2100萬日元，直至2020年因爲冠狀病毒病開始肆虐日本起金援才停止。山上母親亦曾不停向山上伯父討要金錢捐獻給統一教，加諸山上母長期疏忽照顧兒童，山上伯父曾經在一怒之下將茶杯擲向山上母。安倍遇刺當日山上伯父安排山上母寄宿在自己的家中，直至約一個月後山上母在統一教的安排下搬遷至大阪獨居。山上母自安倍遇刺案發生之後依然是統一教的信徒，并因爲其兒子的罪行為統一教帶來的困擾感到抱歉。截至2023年1月爲止，她與其女兒都拒絕接受媒體采訪。刺殺事件發生以來的一年間，山上在回覆和感謝支持者的來信同時，完全不理會和不接受母親到拘留所會面的申請。

### 入伍自衛隊
2002年12月山上徹也就讀於長崎縣佐世保教育隊，之後擔任護衛艦松雪號的船員，2003年至2005年曾任職於日本海上自卫队。服役期间，20岁出头的山上曾在买了一份人寿保险后自杀，希望其兄妹能从保险赔偿中获益，但自杀失败。

### 退伍後
山上徹也離開自衛隊後，獲得測量士補、宅地建物取引士、理財規劃顧問等執照，並且不斷更換至少10份工作。案发后，警方发现山上在一间6个榻榻米大的房子住了十多年，房租约为每月3.5万日元。
2020年10月，他來到大阪一家派遣公司求職。之後山上徹也被派遣到京都的倉庫工作，負責操縱堆高機。他的同事指山上徹也能在要求時間內完成交派工作，但不會主動與人交流。午餐時間，他從不與同事一起用餐。 2022年起，开始频繁与同事因工作流程等问题产生口角。5月中，山上徹也以健康理由辭職。山上旋即到另一家大阪的臨時派遣公司工作，但於6月初辭職。
安倍遇刺前山上並沒有任何刑事案底。事發時山上的住所離最近的列車站新大宮站大約是5分鐘的腳程，近鐵奈良線西行的下一站即是兇案現場旁邊的大和西大寺站。

## 实施计划
据对山上进行调查的警方人士表示，他说：“因为到7月底我的钱就会用完，当时我想到那个时候去死，因此我决定在死之前必须做这件事。我下了决心去袭击前首相安倍。”
山上徹也自2022年春天開始製槍，同時就已謀劃行刺。7月7日晚間，安倍晉三在岡山市北區市民會館為自民黨參議院選舉候選人助選，當時山上也待在岡山市。山上彻也放弃了在那里实施袭击计划，他从冈山市返回奈良途中得知安倍第二天会来奈良市发表演讲，于是决定实施袭击。刺殺當天，山上在安倍等人到達演講地點前就已來到現場並等待安倍等人到來。山上徹也刺殺安倍後並沒有立即逃走，甚至待在原地一度與安保人員對峙，但最終被奈良县警方制伏以及逮捕，并被转移到奈良西警察署。

## 司法程序
2022年7月23日，奈良法院批准检察官的要求，同意对山上彻也在该拘留所内进行心理评估，以鉴定他是否具有刑事责任能力，该鉴定过程将持续到11月29日。
7月25日，山上彻也于上午10点15分左右乘坐奈良县警车离开奈良警察局，一小时后抵达大阪拘留所。
11月18日，檢方將對山上的心理評估延長至翌年2月6日，但山上的代表律師成功申請將評估期縮短至1月10日。
12月，奈良地檢透過山上徹也的精神鑑定結果，認定他具有刑事責任能力，並決定將在2023年1月13日前，依殺人罪起訴山上徹也。山上的精神鑒定耗時約半年，但日本檢方對疑犯的精神鑒定時期一般約爲3個月，日本媒體猜測這是檢方有意等待社會對刺殺事件的關注平靜下來，因爲刺殺事件對日本政界和社會引起了巨大衝擊及出現了同情和崇拜山上的情緒。
2023年1月10日，山上從大阪拘留所轉移至奈良西警察署繼續拘留，奈良地檢亦對山上追加起訴違反銃炮刀劍類所持等取締法的罪名。2023年3月30日，檢方追加起訴山上違反武器等製造法及損壞建築物罪，讓山上的起訴罪名增至四項。雖然檢方曾考慮起訴山上違反公職選舉法，但因為證據不足不予起訴。
2023年1月13日，日本检方正式以谋杀罪起诉山上彻也。
關於山上一旦被判謀殺罪名成立後的量刑，讀賣新聞引用了一宗發生在2007年長崎市的類似謀殺政治家案例，該案中自稱黑道頭目的被告城尾哲彌因爲在市長選舉中謀殺尋求連任的長崎市長伊藤一長，於長崎地區法院一審中被判罪成並被宣判死刑，判決指被告的「反社會行爲否定了民主的根基」，但在福岡高等法院的二審中遭到推翻並改判無期徒刑。負責覆審的法官認爲對於只有一名死者的謀殺量刑中必須以非常謹慎的標準考慮是否非得尋求死刑不可。

## 兇器
山上徹也犯案用的武器為自行設計的「土製槍械」，長度約30公分，兩根槍管用黑色膠帶綑綁，外觀近似相機三腳架，疑似3D打印制作，嫌犯表示已制作多把手枪和炸药，奈良警方于当天下午5點17分搜查了嫌疑人的公寓，在突袭搜查中没收了几件自制的类似枪支的物品，奈良警方还表示，在嫌疑人的住所中发现了自制枪械及疑似爆炸物。警方已派遣排爆人员赴现场进行处理，并要求周围民众进行紧急避难。
事發後有住在疑犯居住同一棟大廈的居民接受媒體採訪時表示，過去2至3年間收到物業管理公司對所有住戶派發關注切割木頭或金屬噪音的傳單，另有居民指事發一個月前起也經常聽到類似切割木頭的聲響，但一直沒有人注意噪音的確實來源。

## 動機
山上徹也对调查人员说自己並非因政治立场而对安倍不满，而是因為安倍与统一教团体存在关联並一直替該團體宣傳。《文藝春秋》引述調查人員的情報指山上的母親自丈夫去世後就參與统一教的教會活動，並對該宗教團體不停捐獻金錢導致2002年申報個人破產，山上患長期病的哥哥可能是經不起借錢度日的壓力而自殺身亡，山上在海上自衛隊服役期間亦可能萌生過自殺的念頭。由於山上母長期疏忽照顧兒童，家中經常缺乏食物又拖欠電費和房租，致使山上伯父向山上一家提供食物和金錢應付生活開銷。
山上原本想找統一教領袖韓鶴子下手，但較困難。山上自称，曾携带一把刀，在多个统一教开会的地方闲逛。有韩国时任总统文在寅出席的一场集会于2019年在日本爱知县举行时，他曾携带燃烧瓶前去，但未能进入会场。
山上在2021年秋天在網上看到安倍在NGO法人團體「天宙平和連合」舉辦活動上的發言，覺得安倍與該團體有關，於是決定枪击安倍。日本警方沒有公開山上所指的宗教團體，但有日本媒體指其為新興宗教統一教。從統一教分裂出來的世界和平統一聖殿則於7月9日在網頁發表公開聲明，否認山上與其團體有任何關係或收取過山上的母親一分一毫。《讀賣新聞》報導，山上在犯案前曾從岡山市寄信給批判統一教和關注遭受宗教虐待的第二代信徒的部落格主，信中寫道：「雖覺得討厭，但原非敵人。安倍只不過是現實世界中最有影響力的統一教會贊同者之一」，並附有一份山上母親與統一教的歸還獻金同意書。
7月11日，統一教日本分部的田中富廣会長在東京召開記者會，為各方報道及流言作出以下澄清：
- 安倍刺殺案疑犯山上徹也并非該會會員，過去亦沒有參加該會記錄。
- 山上徹也的母親從1998年起便是該會會員，並一直定期參與教會聚會到2009年。
其后雖然有一段時間沒有出現，但到了今年上半年再度現身，並一直到案發前保持著每個月至少一次參加教會活動的記錄。
- 教會的捐款分為「每月捐款」、「禮拜捐款」、「匿名捐款」等多個類型，過去雖然也曾經有人作出大額捐款，但教會沒有對捐款有硬性要求。
- 教會方知道山上徹也的母親于2002年破產，但未能把握當時其捐款額及破產原因。有關捐款的問題因現正接受警方調查，不便再作評論。

## 影响
事發後兇手山上徹也的母親向檢方表示，自己的兒子害得統一教會招致社會大眾批評，因此很對不起統一教會。
因为安倍晉三拒绝承认日本在二战对中国犯下的罪行和对山上的遭遇的同情和拥护，山上徹也在中国大陆网络上出现以英雄化的方式描绘和贩卖以他为模型的人偶、衣服和插画等商品，并形容他是「日服第一男枪」，也引起了部分网民的攻击。。
日本民間出現了同情和追捧山上的人群，據山上的伯父指，山上被捕後就不停從支持者經網上送禮服務獲取了大量現金、食品、衣服和書籍等禮物，所獲禮金的總金額於2022年10月超過了一百萬日元。山上的推特帳號在2022年7月17日被公諸於世後，在一日内由原本無人關注獲超過四萬五千人追隨，其發佈的推文獲得大量點贊和轉貼，直至19日山上的推特帳號被官方以違反用戶協議封禁隱藏爲止。2022年9月10日山上42歲生日當天，社交媒體上湧現慶祝山上生日的留言，部分留言更對山上示愛。在公眾場合中如反對安倍國葬的活動中出現了打扮成山上在刺殺當日的衣著，並手舉他們反對的國家領袖的紙牌，分別是安倍、伊朗的阿里·哈梅內伊、俄羅斯的普京和中华人民共和国的習近平。儘管在山上正式上庭受審前，自2022年7月15日起，有人在签名活动网站“Change.org”发起了对山上减刑的请愿活动，截止10月8日為止該請願收集了超過8700個簽名。減刑情願的聯署人反駁他們支持謀殺的指控，認爲山上因爲身爲第二代信徒而受苦的經歷并非單獨個案，他們亦看到山上正在努力改過自新，因此社會應該給予山上一次機會而非對他判處死刑。
犯罪心理學家小宮信夫指社會出現了越來越多人以更激進的手段面對自身家庭與宗教的問題，社會應當對山上被這群人當成革命領袖崇拜和追隨敲響警鐘。日本時報於2022年12月發表的一篇關於安倍刺殺案及其帶來的影響的社評中，其編輯認爲山上之所以能獲取日本社會的同情是因爲其調查報告揭示了山上悲慘的人生經歷，并且社會對於事件的情緒都轉移至統一教引起的社會爭議中。
在東京地方法院於2025年3月25日就對統一教執行解散令的審理中宣判政府獲勝後，山上經代表律師向媒體表示在囚期間被允許閱讀報紙並對所有社會問題都深感興趣，他沒有預料到事件會引起如此規模的狀況，同時又不能評價這對於其他第二代信徒而言是福還是禍。

## 电影
日本左翼导演足立正生执导一部影射山上人生经历的电影，題名為《REVOLUTION+1》。試映會於安倍國葬日即9月27日起於全日本各個小型劇場舉行，部分劇場在收到民眾投訴後取消了電影的公映，理由是該電影「侮辱死者」和「將恐怖主義合理化」。